# Venezolano
Le venezolano est l'unité monétaire du Venezuela du 11 mai 1871 au 31 mars 1879. Divisé en 100 centavos, il remplace au même taux le peso vénézuélien.

## Histoire
Cette nouvelle monnaie, qui est la première réellement moderne pour ce pays, a été créée après la nouvelle loi monétaire du 11 mai 1871, par la nécessité d'unifier les différentes monnaies en circulation sur le territoire ; elle a été adoptée au niveau des parlements fédéraux réunis en congrès. Les diverses pièces étaient jusqu'à présent frappées par plusieurs établissements dont la Compagnie de crédit (Compañía de Crédito) et l'État de Guayana, en divers métaux : cuivre, nickel, argent et or. 
Le venezolano d'or (ou peso fuerte) a été divisé en cent centavos (abrégé ¢). Le taux de conversion avec le peso vénézuélien est de un contre un.
Au 1er janvier 1872, un nombre suffisant de nouvelles pièces est commandé ; les devises étrangères circulant sur le territoire national ne sont progressivement plus un moyen de paiement légal.
Depuis la loi du 12 juin 1865, le profil de Simon Bolivar devait en principe apparaître sur les monnaies en or du pays, mais cette disposition n'avait pas été appliquée : ce projet remontait même à 1854, et fut plusieurs fois repoussé. Désormais, toutes les pièces à partir de celle de 5 centavos portent le profil tourné vers la droite du Libertador, ainsi que la mention Estados unidos de Venezuela entourant les armes du pays.
Le système monétaire vénézuélien rejoignait donc de fait l'Union latine, un bimétallisme reposant sur un venezolano pesant 25 g d'argent à 0,900 pour mille équivalant à un poids d'or  1,612 g à 900 pour mille. Les pièces numéraires en argent étaient frappées à 0,835 pour mille avec une valeur libératoire limitée à 40 venezolanos par transaction.
Toutes les pièces sont fabriquées à partir de coins gravés par la Monnaie de Paris, le profil de Bolivar l'est par Désiré-Albert Barre (qui signe). En juin 1874, cette nouvelle monnaie circule dans l'ensemble du pays. 
La réforme monétaire du 31 mars 1879 remplace le venezolano par le bolívar au taux de 5 bolívars contre 1 venezolano ; 1 bolívar équivaut à 20 centavos de venezolano.

## Pièces de monnaie

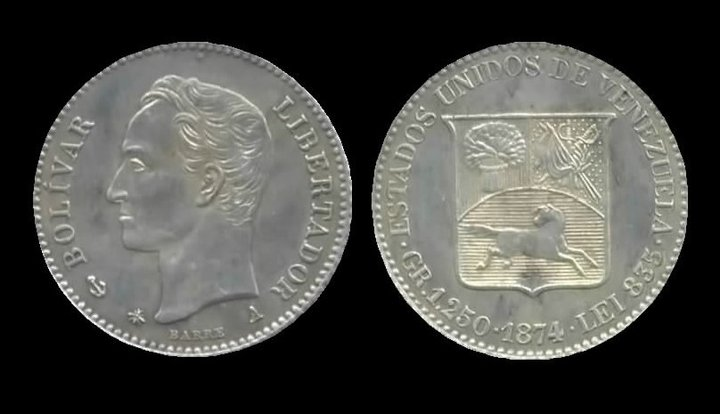
Pièce de 5 centavos de venezolano en argent (1874).

En 1874, des pièces en argent de 5, 10, 20 et 50 centavos et d'un venezolano sont frappées. En 1875, est émise une pièce de 5 venezolanos en or. En 1876, des pièces de 1 et 2½ centavos en cupronickel complètent la série. La pièce de 2½ est appelée la locha. Mise à part pour les deux plus petites valeurs, aucune de ces pièces ne comportent d'indication numéraire, en dehors de leurs poids en gramme.

## Billets de banque
Trois organismes sont chargés d'émettre des coupures : la Compañia de Crédito, la Banco de Caracas et l'État de Guayana. Les billets sont de 50 centavos, 1, 2, 4, 5, 8, 10, 20, 50 et 100 venezolanos.